# Chalcostigma olivaceum
Chalcostigma olivaceum е вид птица от семейство Колиброви (Trochilidae).

## Разпространение
Видът е разпространен в Боливия и Перу.